# Mareuil, Dordogne
Mareuil (ou Mareuil-sur-Belle) là một xã của Pháp, nằm ở tỉnh Dordogne trong vùng Aquitaine của Pháp. Xã này có diện tích 25,13 km2, dân số năm 2007 là 1130 người. Xã nằm ở khu vực có độ cao trung bình 124 m trên mực nước biển.

## Thông tin nhân khẩu
| Năm    | 1962 | 1968 | 1975 | 1982 | 1990 | 1999 | 2007  |
| ------ | ---- | ---- | ---- | ---- | ---- | ---- | ----- |
| Dân số | 1137 | 1103 | 1209 | 1210 | 1194 | 1112 | 1 130 |